# Longworth House Office Building
Longworth House Office Building är en byggnad i området United States Capitol Complex i den amerikanska huvudstaden Washington, D.C. och är en av tre kontorsfastigheter för medlemmar i USA:s representanthus. Den ägs och underhålls av den federala myndigheten Architect of the Capitol. Byggnaden ritades av arkitekterna Louis Justemente, Gilbert LaCoste Rodier, Frank Upman och Nathan C. Wyeth och byggnaden stod färdig 1933. Den är namngiven efter talmannen Nicholas Longworth.